# Operatie Mallemolen
Operatie Mallemolen is een hoorspel van Leo Goldman. The Enemy-Go-Round werd onder de titel Dreht euch nicht rum, der Feind geht um werd op 20 april 1968 door de Hessischer Rundfunk uitgezonden.De KRO bracht het reeds op zondag 18 december 1966 (met een herhaling op dinsdag 4 juli 1967) in een vertaling van Rosey E. Pool. De regisseur was Léon Povel. Het hoorspel duurde 33 minuten en was na De reclame-patiënt in Twee Amerikaanse satires van Leo Goldman.

## Rolbezetting
- Jan Borkus (kolonel Kahn)
- Bert van der Linden (sergeant)
- Han König, Martin Simonis & Harry Emmelot (korporaal en soldaten)

## Inhoud
We zijn in een klaslokaal waar soldaten door een officier worden opgeleid. Hij heeft een apparaat ontwikkeld waarmee hij audiovisuele beelden van de vijand overbrengt op het geheugen van de soldaten. Wie de vijand ook mag zijn, zij zullen zich nooit meer vergissen. Een ongelukkige omstandigheid voor de luitenant is echter dat de betiteling van vriend of vijand met de minuut kan wisselen. Het kan om seconden gaan of je voor het liquideren van een ander gedecoreerd wordt als een held of als misdadiger de strop krijgt, omdat de vijand van daarnet ondertussen bondgenoot is geworden. Heel de mallemolen van militair-politieke spitsvondigheden draait tot in het absurde door tot de uitvinder van het elektronische apparaat zelf het slachtoffer wordt van zijn vinding…